# Fußball-Oberliga Nord
Die Oberliga Nord wurde 1947 gegründet und war bis zur Einführung der Bundesliga im Jahr 1963 die höchste Spielklasse im Fußball im Nordwesten Deutschlands. Nach der Gründung der zweigleisigen 2. Bundesliga führte sie der Norddeutsche Fußball-Verband (NFV) ab 1974 als Amateur-Oberliga (später entfiel der Zusatz „Amateur“) und dritthöchste Spielklasse fort. Sie existierte in dieser Form bis zur Gründung der drittklassigen Regionalligen 1994. Danach in zwei Staffeln geteilt, ab 2004 wieder eingleisig, war die Oberliga Nord eine von mehreren vierthöchsten Spielklassen in Deutschland und wurde 2008 nach der Gründung der neuen bundesweiten 3. Liga und der drei neuen viertklassigen Regionalligen aufgelöst.

## Erstklassige Oberliga Nord (1947–1963)
Die Oberliga Nord bildete von 1947 bis 1963 neben den Oberligen Süd, West, Südwest und der so genannten Stadtliga (West-)Berlin die höchste Spielklasse des deutschen Fußballs auf dem damaligen Gebiet des DFB. Sie stand unter der Aufsicht des NFV und spielte in den ersten beiden Jahren mit 12 bzw. 13, dann – nach Einführung des Vertragsspieler-Statuts 1949 – in der Regel mit 16 Mannschaften aus den Landesverbänden Niedersachsen, Hamburg, Bremen und Schleswig-Holstein. Der Oberliga-Meister (der sogenannte Nordmeister) und zumeist auch der Vizemeister qualifizierten sich für die Endrunde um die deutsche Meisterschaft. Es gab in der Regel zwei Absteiger pro Saison. Die Aufsteiger wurden in Aufstiegsrunden ermittelt, in der durchweg die jeweils acht besten Teams aus den Landesligen aufeinandertrafen. Überragende Mannschaft der Oberliga Nord war der Hamburger SV, der in 16 Meisterschaftsjahren 15-mal Nordmeister wurde. Einzig Hannover 96 blieb es in der Saison 1953/54 vorbehalten, auch noch eine Norddeutsche Meisterschaft zu gewinnen.

### Die Meister der Oberliga Nord
| - 1947/48 Hamburger SV - 1948/49 Hamburger SV - 1949/50 Hamburger SV - 1950/51 Hamburger SV - 1951/52 Hamburger SV - 1952/53 Hamburger SV | - 1953/54 Hannover 96 - 1954/55 Hamburger SV - 1955/56 Hamburger SV - 1956/57 Hamburger SV - 1957/58 Hamburger SV - 1958/59 Hamburger SV | - 1959/60 Hamburger SV - 1960/61 Hamburger SV - 1961/62 Hamburger SV - 1962/63 Hamburger SV |

Bereits 1913/14 gab es zum ersten Mal eine Norddeutsche Liga mit zehn Vereinen (Meister: Altona 93), die als frühe Vorläuferin der Oberliga Nord angesehen werden kann. Der Beginn des Ersten Weltkrieges beendete das Experiment. Anfang der 1920er Jahre erfolgte ein erneuter Versuch, diesmal mit zwei bzw. sechs Staffeln. Doch 1922 votierte eine Mehrheit der NFV-Mitgliedsvereine für die Rückkehr zu der alten Struktur ohne eine verbandsweite Liga.
- Norddeutsche Meister vor 1933 siehe Artikel Norddeutscher Fußball-Verband (NFV)
- Norddeutsche Meister bzw. Gaumeister während des Nationalsozialismus siehe Gauliga Nordmark, Gauliga Niedersachsen, Gauliga Hamburg, Gauliga Schleswig-Holstein und Gauliga Mecklenburg
- Britische Zonenmeister siehe Zonenmeisterschaft; siehe auch Bezirksmeisterschaftsliga (britische Zone) – die Austragung einer Norddeutschen Meisterschaft 1946 wurde von den britischen Militärbehörden im Viertelfinale abgebrochen

### Die zehn Besten der ewigen Tabelle der Oberliga Nord 1947–1963
| Rg. | Verein                 | Jah- re | Spie- le | S   | U   | N   | Torver- hältnis | Torquo- tient | Punk- te | Ø-Punk- te | Derzeitige Liga (2024/25)           |
| --- | ---------------------- | ------- | -------- | --- | --- | --- | --------------- | ------------- | -------- | ---------- | ----------------------------------- |
| 01. | Hamburger SV           | 16      | 466      | 317 | 69  | 80  | 1448:619        | 2,339         | 699:233* | 1,5        | 2. Bundesliga                       |
| 02. | Werder Bremen          | 16      | 466      | 246 | 75  | 145 | 1163:792        | 1,468         | 567:365  | 1,22       | Bundesliga                          |
| 03. | FC St. Pauli           | 16      | 466      | 221 | 108 | 137 | 911:693         | 1,315         | 550:382  | 1,18       | Bundesliga                          |
| 04. | VfL Osnabrück          | 16      | 466      | 221 | 85  | 160 | 917:732         | 1,253         | 527:405  | 1,13       | 3. Liga                             |
| 05. | Eintracht Braunschweig | 15      | 436      | 186 | 98  | 152 | 865:785         | 1,102         | 470:402  | 1,08       | 2. Bundesliga                       |
| 06. | Holstein Kiel          | 16      | 452**    | 185 | 99  | 160 | 840:783         | 1,073         | 469:419  | 1,06       | Bundesliga                          |
| 07. | Hannover 96            | 15      | 444      | 188 | 88  | 168 | 799:750         | 1,065         | 464:424  | 1,05       | 2. Bundesliga                       |
| 08. | Bremerhaven 93         | 15      | 444      | 169 | 96  | 179 | 747:830         | 0,900         | 434:454  | 0,98       | Bremen-Liga*** (fünftklassig)       |
| 09. | Altona 93              | 12      | 362      | 139 | 75  | 148 | 654:708         | 0,924         | 353:371  | 0,98       | Oberliga Hamburg (fünftklassig)     |
| 10. | Concordia Hamburg      | 13      | 376      | 124 | 81  | 171 | 640:752         | 0,851         | 329:423  | 0,88       | Oberliga Hamburg**** (fünftklassig) |

Nach dem letzten Spieltag der Saison 1962/1963 übertragen in die 2-Punkte-Regel; in den 16 Jahren Oberliga Nord spielten dort insgesamt 28 Mannschaften.

*Dem Hamburger SV wurden in der Saison 1953/54 vier Punkte abgezogen.

**Holstein Kiel wurde 1948/49 nach dem 8. Spieltag aus der Oberliga Nord ausgeschlossen und die Punkte und Tore vom Verband annulliert (3 S, 3 U, 2 N= 17:13 Tore, 9:7 Punkte).

***als OSC Bremerhaven (Nachfolgeverein)

****als Wandsbeker TSV Concordia (Nachfolgeverein)

### Eingesetzte Spieler
Eine Übersicht über alle Spieler der erstklassigen Oberliga Nord bietet die Liste der Spieler der Fußball-Oberliga Nord.

## Drittklassige Oberliga Nord (1974–1994)
Von 1974 bis 1994 hatten die Fußballverbände von Schleswig-Holstein, Hamburg, Niedersachsen und Bremen eine gemeinsame Oberliga Nord als dritthöchste deutsche Spielklasse. Offiziell hieß sie in den Anfangsjahren noch Amateur-Oberliga. Sie ersetzte de facto die abgeschaffte Regionalliga als dritthöchste Liga. In die 2. Bundesliga stieg man durch Aufstiegsspiele oder Aufstiegsrunden auf und dort traf man bis 1990/91 auf Mannschaften aus der Oberliga Westfalen, Nordrhein und Berlin.
Ab der Saison 1991/92 gab es bis 1993/94 in den Aufstiegsrunden auch Gegner aus ganz Deutschland bzw. allen Oberligen. 1979 und 1980 stieg der Meister der Oberliga Nord direkt in die 2. Bundesliga auf. Amateur- bzw. II. Mannschaften durften nicht aufsteigen.

### Die Meister der Oberliga Nord/Amateur-Oberliga Nord
Aufsteiger in die 2. Bundesliga sind mit A gekennzeichnet.
| - 1974/75: VfB Oldenburg - 1975/76: SV Arminia Hannover A - 1976/77: Bremerhaven 93 A - 1977/78: OSV Hannover - 1978/79: OSV Hannover A - 1979/80: VfB Oldenburg A - 1980/81: FC St. Pauli | - 1981/82: Werder Bremen (Am.) - 1982/83: FC St. Pauli - 1983/84: Werder Bremen (Am.) - 1984/85: VfL Osnabrück A - 1985/86: FC St. Pauli A - 1986/87: SV Meppen A - 1987/88: Eintracht Braunschweig A | - 1988/89: TSV Havelse - 1989/90: VfB Oldenburg A - 1990/91: VfL Wolfsburg - 1991/92: VfL Wolfsburg A - 1992/93: VfL Herzlake - 1993/94: Kickers Emden |

Weitere Aufsteiger in die 2. Bundesliga waren (mit ihrer Platzierung):
| - 1975/76: VfL Wolfsburg (2.) - 1977/78: Holstein Kiel (4.) - 1978/79: OSC Bremerhaven (2.) ehemals Bremerhaven 93 - 1979/80: Göttingen 05 (2.) - 1983/84: FC St. Pauli (2.) - 1989/90: TSV Havelse (2.) |

### Die zehn Besten der ewigen Tabelle der Oberliga Nord 1974–1994
| Rg. | Verein            | Jah- re | Spie- le | S   | U   | N   | Torver- hältnis | Torquo- tient | Punk- te | Ø-Punk- te | Derzeitige Liga (2024/25)                |
| --- | ----------------- | ------- | -------- | --- | --- | --- | --------------- | ------------- | -------- | ---------- | ---------------------------------------- |
| 01. | Werder Bremen II  | 18      | 600      | 284 | 145 | 171 | 1248:862        | 1,447         | 713:487  | 1,19       | Regionalliga Nord                        |
| 02. | VfL Wolfsburg     | 16      | 540      | 272 | 130 | 138 | 1084:718        | 1,509         | 674:406  | 1,25       | Bundesliga                               |
| 03. | VfB Oldenburg     | 16      | 538      | 253 | 144 | 141 | 968:740         | 1,308         | 650:426  | 1,21       | Regionalliga Nord                        |
| 04. | Holstein Kiel     | 17      | 566      | 243 | 150 | 173 | 913:757         | 1,206         | 636:496  | 1,12       | Bundesliga                               |
| 05. | Göttingen 05      | 16      | 532      | 231 | 141 | 160 | 983:756         | 1,300         | 603:461  | 1,13       | Landesliga Braunschweig* (sechstklassig) |
| 06. | Concordia Hamburg | 17      | 576      | 199 | 147 | 230 | 894:964         | 0,927         | 545:607  | 0,95       | Oberliga Hamburg (fünftklassig)          |
| 07. | Arminia Hannover  | 13      | 440      | 179 | 112 | 149 | 835:784         | 1,065         | 470:410  | 1,07       | Oberliga Niedersachsen (fünftklassig)    |
| 08. | SV Meppen         | 12      | 406      | 161 | 119 | 126 | 715:619         | 1,155         | 441:371  | 1,09       | Regionalliga Nord                        |
| 09. | TSV Havelse       | 11      | 366      | 147 | 99  | 120 | 588:539         | 1,090         | 393:339  | 1,07       | Regionalliga Nord                        |
| 10. | Union Salzgitter  | 10      | 340      | 144 | 87  | 109 | 629:522         | 1,204         | 375:305  | 1,10       | Landesliga Braunschweig (sechstklassig)  |

Nach dem letzten Spieltag der Saison 1993/1994 übertragen in die 2-Punkte-Regel; in diesen 20 Jahren Oberliga Nord spielten dort insgesamt 54 Mannschaften.

*als 1. SC Göttingen 05 (Nachfolgeverein)

## Viertklassige Oberliga Nord (1994–2008)
Die Fußball-Oberliga Nord war bis zum Sommer 2008 die höchste Spielklasse im Verantwortungsbereich des Norddeutschen Fußballverbandes (NFV) und bildete mit acht weiteren Oberligen (Westfalen, Nordrhein, Hessen, Südwest, Baden-Württemberg, Bayern, Nordost-Nord, Nordost-Süd) die vierthöchste Spielklasse im deutschen Fußball.
Die Oberliga Nord war eine Lizenzliga. Die Lizenzierung wurde nach umfangreicher Prüfung der finanziellen Verhältnisse durch den NFV vorgenommen. Eine Besonderheit war, dass für alle drei Spielerkategorien eine Spielberechtigung für die Oberliga erteilt werden konnte:
- Spieler mit Lizenz (Profis): Hier konnten Vereine mit einer Lizenzspielermannschaft (Bundesliga und 2. Bundesliga) im Rahmen der U-23-Regelungen beliebig viele Profis in ihren jeweiligen zweiten Mannschaften einsetzen.
- Vertragsspieler: Spieler, die mit einem beim zuständigen Landesverband registrierten Vertrag mit Fußball ihr Geld verdienten.
- Amateurspieler: Spieler, die als reine Amateure ihren Sport ausübten. (Gehalt unter 300 DM pro Monat)

Bis zur Saison 2004/05 bestand die Oberliga Nord aus den beiden Staffeln Hamburg / Schleswig-Holstein und Niedersachsen / Bremen. Vor Einführung der zweigleisigen Regionalliga Nord waren die Meister dieser beiden Staffeln direkt aufstiegsberechtigt. Bis 1998/99 stiegen die beiden Staffelmeister direkt in die Regionalliga auf und die Zweitplatzierten konnten teilweise direkt oder gegebenenfalls durch Qualifikationsspiele aufsteigen. Seit der Saison 2000/01 wurde dann in zwei Aufstiegsspielen mit den jeweiligen Staffel-Meistern der Aufsteiger in die Regionalliga Nord ausgespielt.
Mit dem Zusammenschluss beider Staffeln 2004 sollte eine Annäherung an das höhere Spielniveau der Oberligen in Süd- und Westdeutschland erreicht werden – ein Problem, das im Grundsatz bereits bei den Oberligen nach dem Zweiten Weltkrieg bestanden hatte. Einige Vereine verzichteten, obwohl sportlich qualifiziert, wegen der im Vergleich zu den Einnahmemöglichkeiten hohen Kosten auch auf diesem Liganiveau auf die Meldung für bzw. den Aufstieg in die Oberliga. 2005 betraf dies beispielsweise die Meister von Bremen (SC Weyhe) und Schleswig-Holstein (Itzehoer SV), für die der Brinkumer SV bzw. der TSV Kropp nachrückten. In Hamburg verzichteten sogar die ersten drei Mannschaften (TSV Sasel, SV Halstenbek-Rellingen und SV Lurup), so dass es keinen Aufsteiger aus Hamburg gab und die FT Eider Büdelsdorf in der Oberliga verbleiben durfte. Ein wichtiger Grund für den Verzicht war auch die aufwendige Pflicht zum Beibringen von Unterlagen und finanziellen Absicherungen, um die Lizenz für die Oberliga Nord zu bekommen.

### Die Meister der Oberliga Nord
Aufsteiger in die Regionalliga Nord sind mit A gekennzeichnet.
Meister der Oberliga Nord in ihrer zweigleisigen Form von 1994 bis 2004:
| - 1994/95: Hamburg / Schleswig-Holstein: FC St. Pauli II A - 1995/96: Hamburg / Schleswig-Holstein: Altona 93 A - 1996/97: Hamburg / Schleswig-Holstein: VfL 93 Hamburg A - 1997/98: Hamburg / Schleswig-Holstein: Holstein Kiel A - 1998/99: Hamburg / Schleswig-Holstein: FC St. Pauli II A - 1999/00: Hamburg / Schleswig-Holstein: TuS Felde (keine Aufsteiger wegen Ligareform) - 2000/01: Hamburg / Schleswig-Holstein: Holstein Kiel A - 2001/02: Hamburg / Schleswig-Holstein: Hamburger SV II A - 2002/03: Hamburg / Schleswig-Holstein: FC St. Pauli II - 2003/04: Hamburg / Schleswig-Holstein: Holstein Kiel II | - 1994/95: Niedersachsen / Bremen BV Cloppenburg A - 1995/96: Niedersachsen / Bremen Sportfreunde Ricklingen A - 1996/97: Niedersachsen / Bremen Eintracht Nordhorn A - 1997/98: Niedersachsen / Bremen Lüneburger SK A - 1998/99: Niedersachsen / Bremen Göttingen 05 A - 1999/00: Niedersachsen / Bremen Kickers Emden (keine Aufsteiger wegen Ligareform) - 2000/01: Niedersachsen / Bremen Göttingen 05 - 2001/02: Niedersachsen / Bremen VfB Oldenburg - 2002/03: Niedersachsen / Bremen Kickers Emden - 2003/04: Niedersachsen / Bremen VfL Wolfsburg II A |

Weitere Aufsteiger in die Regionalliga von 1994 bis 2004 waren (mit ihrer Platzierung):
| - 1994/95: 1. SC Norderstedt A (2. HH/SH) & SV Atlas Delmenhorst A (2. NDS/HB) - 1995/96: Göttingen 05 A (2. NDS/HB) - 1996/97: SV Arminia Hannover A (2. NDS/HB) - 1997/98: BV Cloppenburg A (2. NDS/HB) - 1998/99: FC Bremerhaven A (2. NDS/HB) - 2002/03: VfR Neumünster A (2. HH/SH) |

Meister der Oberliga Nord in ihrer eingleisigen Form und damit direkte Aufsteiger in die Regionalliga Nord waren anschließend:
| - 2004/05: Kickers Emden A - 2005/06: SV Wilhelmshaven A - 2006/07: VfL Wolfsburg II A - 2007/08: Holstein Kiel (kein Aufsteiger wegen Ligareform) |

### Die zehn Besten der ewigen Tabelle der Oberliga Hamburg / Schleswig-Holstein 1994–2004
| Rg. | Verein               | Jahre | Spiele | S   | U   | N   | Torverhältnis | Punkte |
| --- | -------------------- | ----- | ------ | --- | --- | --- | ------------- | ------ |
| 01. | FC St. Pauli II      | 07    | 222    | 146 | 042 | 034 | 512:203       | 459    |
| 02. | VfL Pinneberg        | 10    | 312    | 121 | 082 | 109 | 508:469       | 434    |
| 03. | Heider SV            | 10    | 312    | 105 | 071 | 136 | 453:532       | 371    |
| 04. | TuS Hoisdorf         | 06    | 182    | 096 | 042 | 044 | 361:235       | 330    |
| 05. | TSV Pansdorf         | 06    | 180    | 091 | 048 | 041 | 326:210       | 313    |
| 06. | SC Concordia Hamburg | 06    | 190    | 086 | 049 | 055 | 317:218       | 307    |
| 07. | VfR Neumünster       | 07    | 218    | 085 | 050 | 083 | 341:338       | 305    |
| 08. | Rasensport Elmshorn  | 07    | 222    | 075 | 050 | 097 | 303:396       | 275    |
| 09. | SV Lurup Hamburg     | 07    | 222    | 074 | 047 | 101 | 313:364       | 269    |
| 10. | ASV Bergedorf 85     | 06    | 190    | 080 | 037 | 073 | 348:301       | 268    |

### Die zehn Besten der ewigen Tabelle der Oberliga Niedersachsen / Bremen 1994–2004
| Rg. | Verein                | Jahre | Spiele | S   | U  | N  | Torverhältnis | Punkte |
| --- | --------------------- | ----- | ------ | --- | -- | -- | ------------- | ------ |
| 01. | FC Oberneuland        | 8     | 256    | 121 | 51 | 84 | 479:378       | 414    |
| 02. | BV Cloppenburg        | 7     | 226    | 123 | 46 | 57 | 443:289       | 395    |
| 03. | SV Eintracht Nordhorn | 6     | 196    | 113 | 42 | 41 | 447:244       | 381    |
| 04. | SV Concordia Ihrhove  | 8     | 256    | 101 | 56 | 99 | 430:401       | 359    |
| 05. | SV Arminia Hannover   | 7     | 226    | 104 | 44 | 78 | 412:338       | 345    |
| 06. | TSV Havelse           | 7     | 214    | 102 | 44 | 68 | 398:290       | 332    |
| 07. | Kickers Emden         | 5     | 166    | 095 | 36 | 35 | 328:178       | 321    |
| 08. | VfL Wolfsburg II      | 5     | 166    | 091 | 43 | 32 | 335:184       | 316    |
| 09. | Rotenburger SV        | 7     | 226    | 076 | 58 | 92 | 337:386       | 286    |
| 10. | TuS Lingen            | 7     | 214    | 075 | 52 | 87 | 331:342       | 268    |

### Die zehn Besten der ewigen Tabelle der Oberliga Nord 2004–2008
| Rg. | Verein                | Jahre | Spiele | S  | U  | N  | Torverhältnis | Punkte |
| --- | --------------------- | ----- | ------ | -- | -- | -- | ------------- | ------ |
| 01. | BV Cloppenburg        | 4     | 136    | 77 | 28 | 31 | 262:163       | 259    |
| 02. | SV Meppen             | 4     | 136    | 65 | 34 | 37 | 224:155       | 229    |
| 03. | Hannover 96 II        | 4     | 136    | 62 | 35 | 39 | 204:154       | 221    |
| 04. | SV Wilhelmshaven      | 3     | 102    | 67 | 18 | 17 | 249:110       | 219    |
| 05. | SV Eintracht Nordhorn | 4     | 136    | 64 | 25 | 47 | 248:196       | 217    |
| 06. | Altonaer FC 93        | 4     | 136    | 59 | 33 | 44 | 255:193       | 210    |
| 07. | FC St. Pauli II       | 4     | 136    | 57 | 24 | 55 | 190:198       | 195    |
| 08. | ASV Bergedorf 85      | 4     | 136    | 47 | 25 | 64 | 206:245       | 166    |
| 09. | Holstein Kiel II      | 3     | 102    | 46 | 20 | 36 | 194:164       | 158    |
| 10. | VfL Wolfsburg II      | 2     | 068    | 45 | 16 | 07 | 157:059       | 151    |

## Auflösung der Oberliga Nord
Auf dem DFB-Bundestag am 8. September 2006 in Frankfurt am Main wurde die Bildung einer dritten Profi-Liga (sowie darunter drei Regionalliga-Staffeln) ab der Serie 2008/09 beschlossen. Die Oberliga Nord wurde nach dem Beschluss eines außerordentlichen NFV-Verbandstages nach dem Saisonende 2007/08 aufgelöst. Die einzelnen Verbandsligen bilden seither im Norden (weiterhin) die 5. Spielklasse, sie wurden umbenannt in Oberliga Niedersachsen, Bremen-Liga, Oberliga Hamburg und Schleswig-Holstein-Liga. Die fünf bestplatzierten Vereine der Saison 2007/08 waren direkt für die neue Regionalliga Nord qualifiziert, während der Sechstplatzierte eine Relegationsrunde gegen die Meister der Verbandsligen Niedersachsen West und Ost, Bremen, Hamburg und Schleswig-Holstein spielen sollte. Der Sieger dieser Relegationsrunde würde den letzten freien Regionalligaplatz erhalten. Da aus der Verbandsliga Schleswig-Holstein jedoch kein Verein die Zulassung zur neuen Regionalliga beantragt hatte, nahmen nur fünf Teams teil.
Für die Relegationsrunde hatten sich qualifiziert: VfB Oldenburg (als 7. der Oberliga Nord wegen Nichterteilung der Lizenz an TuS Heeslingen), VfL Oldenburg (Meister der Niedersachsenliga West), MTV Gifhorn (Meister der Niedersachsenliga Ost), Victoria Hamburg (Meister der Hamburg-Liga) und der FC Oberneuland (aus der Oberliga Nord, da kein anderer Verein aus der Verbandsliga Bremen eine Lizenz beantragte bzw. bekam).
Als Gruppensieger und Aufsteiger setzte sich der FC Oberneuland mit 10 Punkten durch.